# Matthias Grünewald
Matthias Grünewald, neve eredetileg valószínűleg Mathis Gothardt vagy Nithart volt (1470/1483 között – 1528 körül). Kora reneszánsz német festő, aki azonban képi világában inkább a gótika képviselője. Dürer kortársa volt.

## Élete
Miután megházasodott, azt követően felesége nevét is (Neithardt) felvette. Egy lelkes rajongója írta dolgozatában nevét Grünewaldnak, e helytelenül leírt név ment át a köztudatba és átvette a szakirodalom is. Dürerrel ellentétben, aki rendszeresen dokumentálta munkáit, igen keveset lehet tudni róla. Joachim von Sandrart ír a 17. században egy bizonyos aschaffenburgi festőről, aki a majna-vidéki városokban dolgozott, és idősebb korában udvari festője volt Albrecht mainzi érseknek. Valószínűleg Würzburgban született az 1470-es években. Lehetséges, hogy az idősebb Hans Holbein tanítványa volt.

## Munkái
Kevés munkája ismert. A mesternek tulajdonított néhány kép az M. G. N. kezdőbetűket viseli magán. Ezek leginkább kisebb-nagyobb vidéki templomokban szétszórva található oltárképek. Grünewald valószínűleg ismerte a reneszánsz több vívmányát, ezek azonban nemigen hatottak rá. A késő gótikus stílus vallásos művészetének merev szabályait nem tekintette béklyóknak. Számára a művészet nem a szépség rejtett törvényeinek kutatását jelentette, hanem az volt a célja, hogy festményei által prédikáljon.

### Az isenheimi oltár

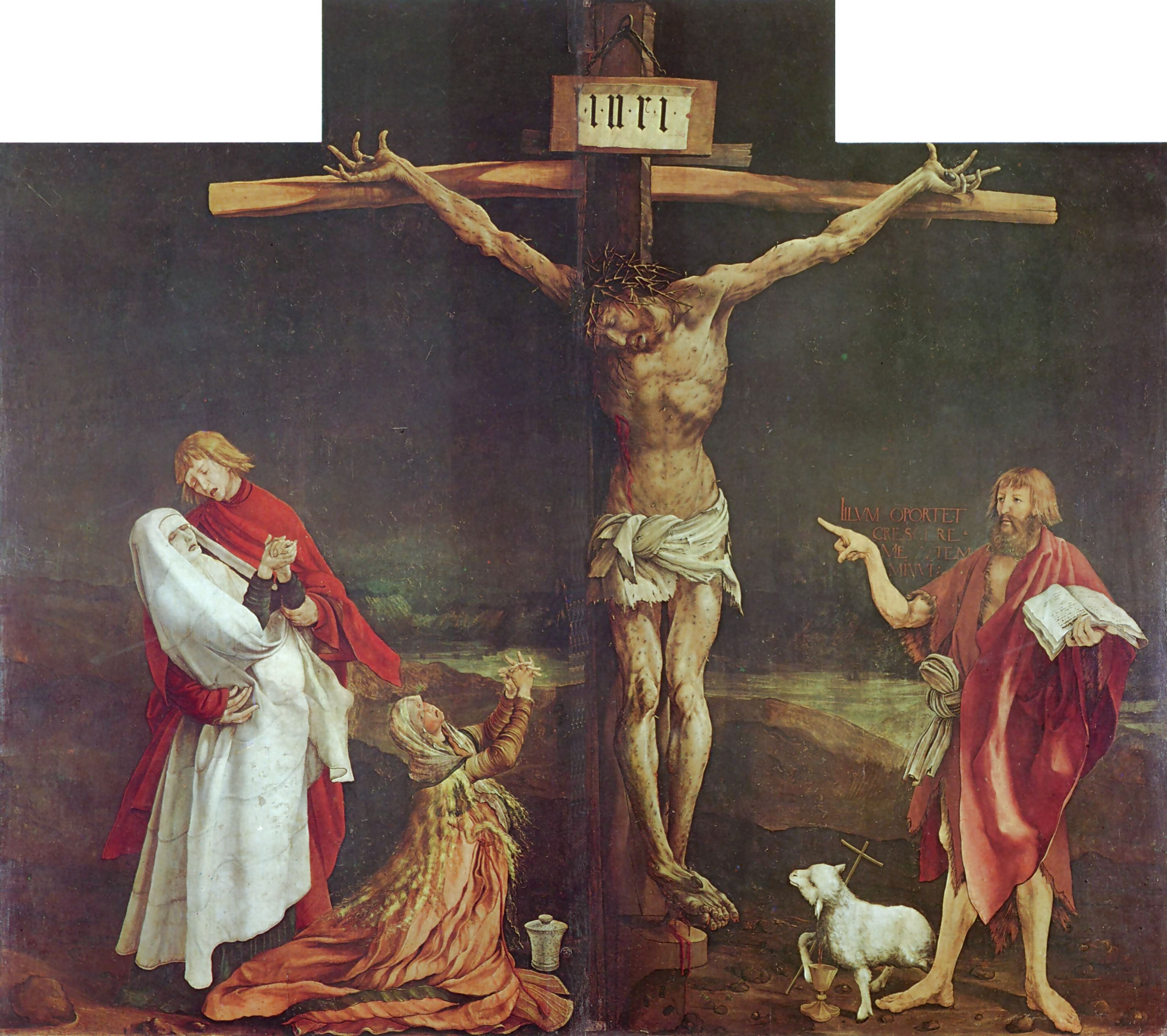
A Golgota az isenheimi oltárról

Grünewald fő műve eredetileg az issenheimi antonita kolostor kórházának templomában volt, ma a közeli Colmar város Unterlinden Múzeumában van (Musée d'Unterlinden), ami szintén kolostor volt egykor. Az antonita rend Remete Szent Antalról kapta a nevét, a kórházban a bélpoklosok szenvedéseit enyhítették. Az oltárt a zárda utolsó előtti apátja, az olasz származású Guido Guersi rendelte meg. Az 1512 és 1516 között megfestett oltár többszörösen kihajtható szárnyakból áll, összesen háromféle látványt kínál.
Az első látvány a Keresztrefeszítés jelenete, vagy Golgota. Az itáliai művészek fogalmai szerint nem sok szépséget fedezhetünk föl ebben a rideg, kegyetlenül őszinte ábrázolásban. Grünewald mindent elkövet, hogy hitelessé tegye a szenvedés borzalmait: Krisztus haldokló testét eltorzítják a kereszt kínjai; ostor hasította gennyes sebek borítják egész alakját. A sötétvörös vérnyomok kiáltó ellentétet teremtenek Jézus testének beteges, zöld árnyalatával. Ujjai merev görcsbe rándulnak, karjai meghajlítják a keresztfát.
Tőle jobbra Keresztelő Szent János áll (aki jelképként van jelen, hiszen az esemény idején ő már halott), vele a keresztet hordozó bárány ősi szimbóluma, melynek vére az áldoztatókehelybe hullik. Szent János komor, határozott mozdulattal mutat a Megváltóra, míg föléje piros betűkkel írva olvashatjuk szavait: illum oportet crescere, me autem minui (annak növekedni kell, és nékem alászállnom kell). A kereszt bal oldalán Szűz Mária látható az özvegyi fátyolban, akit János apostol tart, mellettük a térdelő, rimánkodó Mária Magdolna.
A Golgota alatti részen a Sírbatétel látható, ez már nem olyan drámai, mint a Golgota. A nagy képtől balra pedig Remete Szent Antal, egy talapzaton áll. Arca a kolostor apátjának arcmása.
Az oltárkép tábláinak kihajtása után további részletek fedezhetők fel a szentek életéből.

## Galéria

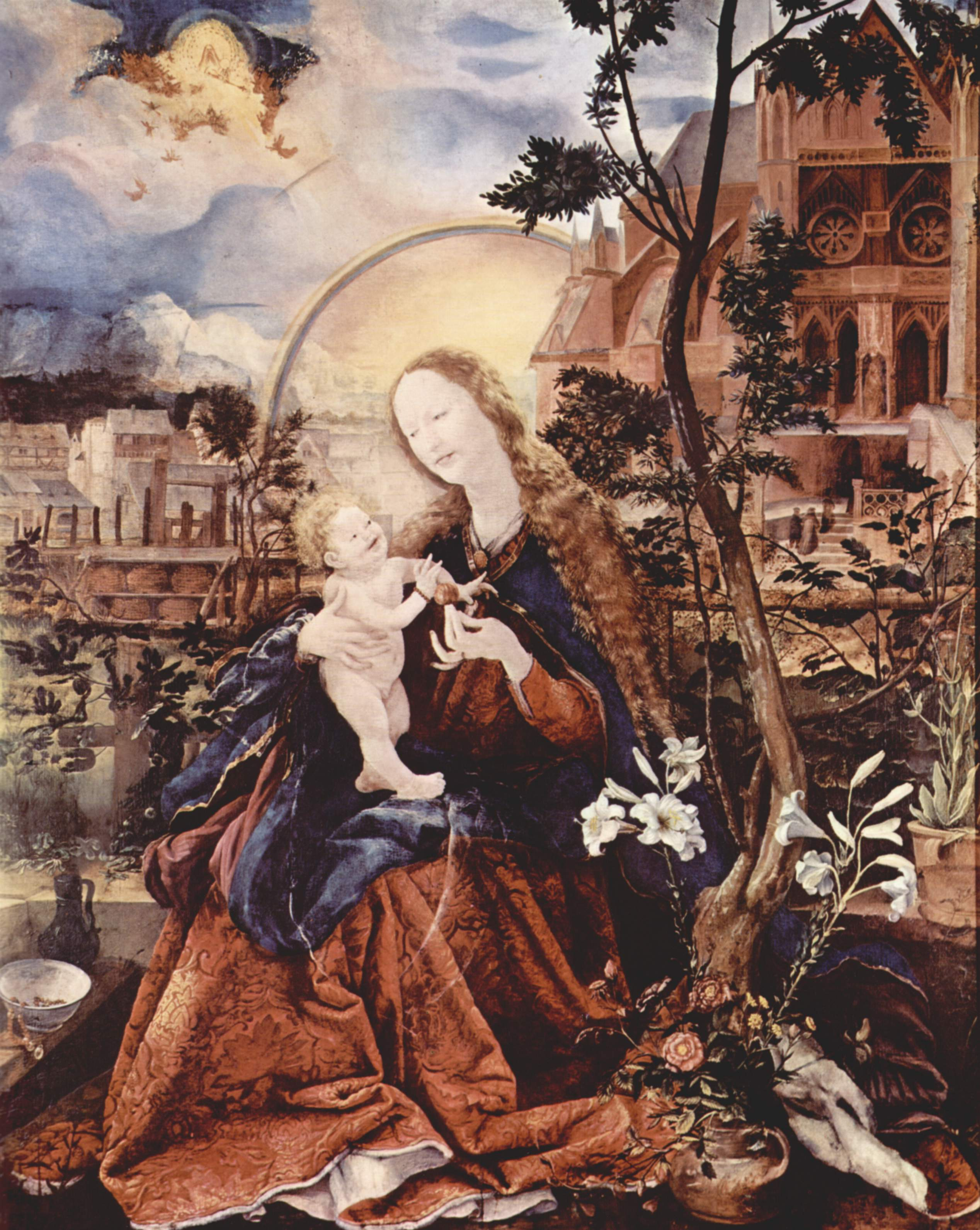
Madonna és a gyermek (1517-19)
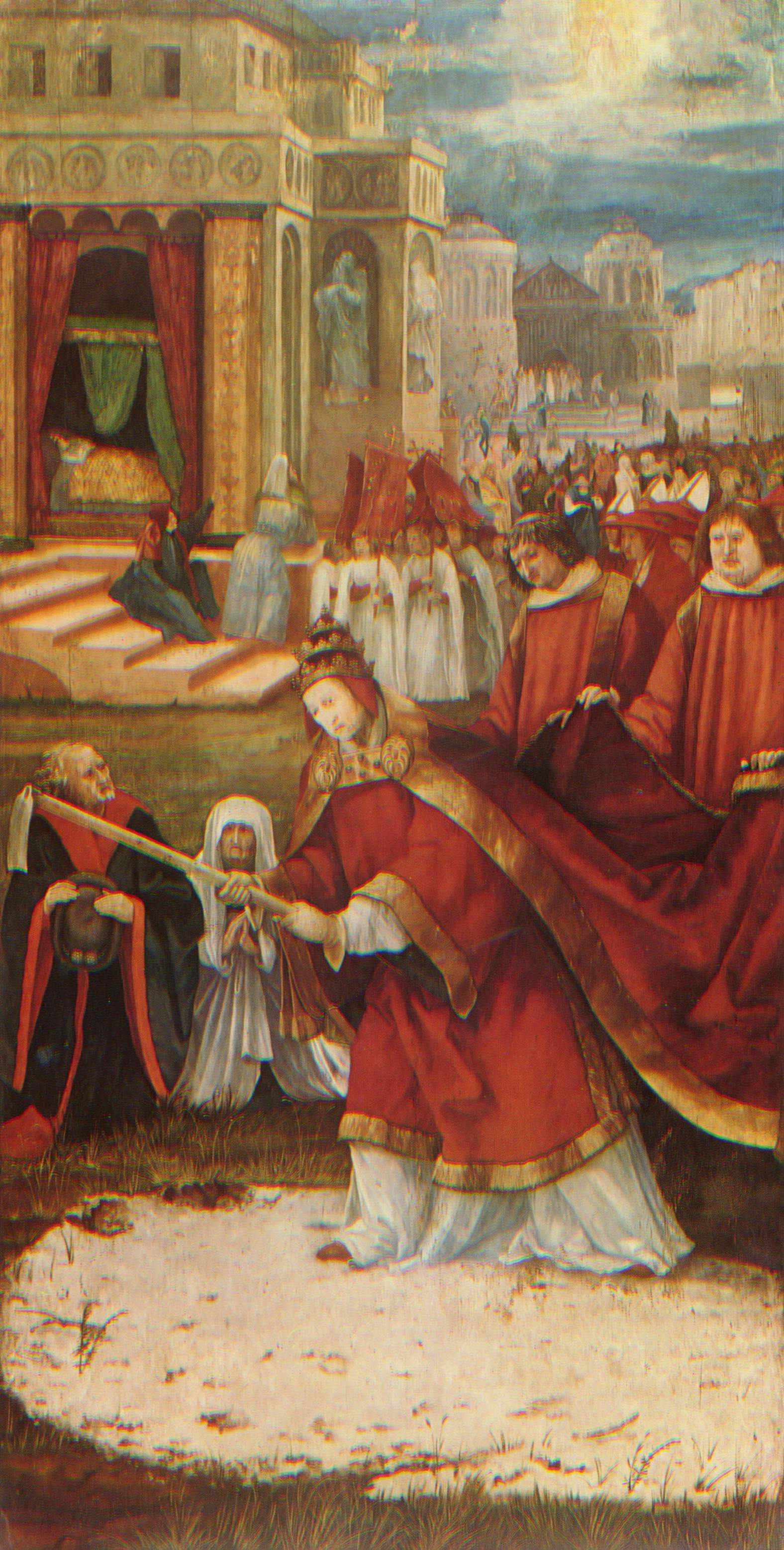
A Santa Maria Maggiore alapítása Rómában (1517-19)
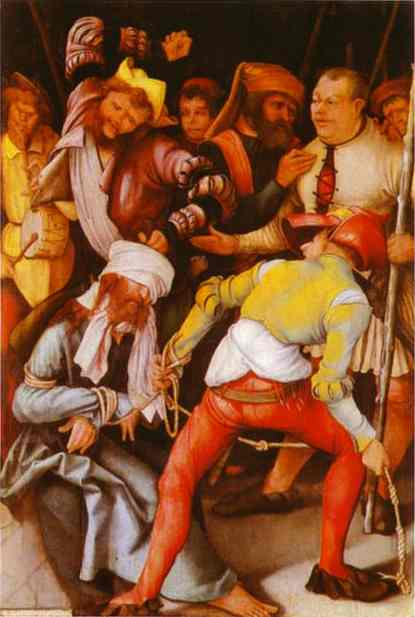
Krisztus ostorozása (c.1503)
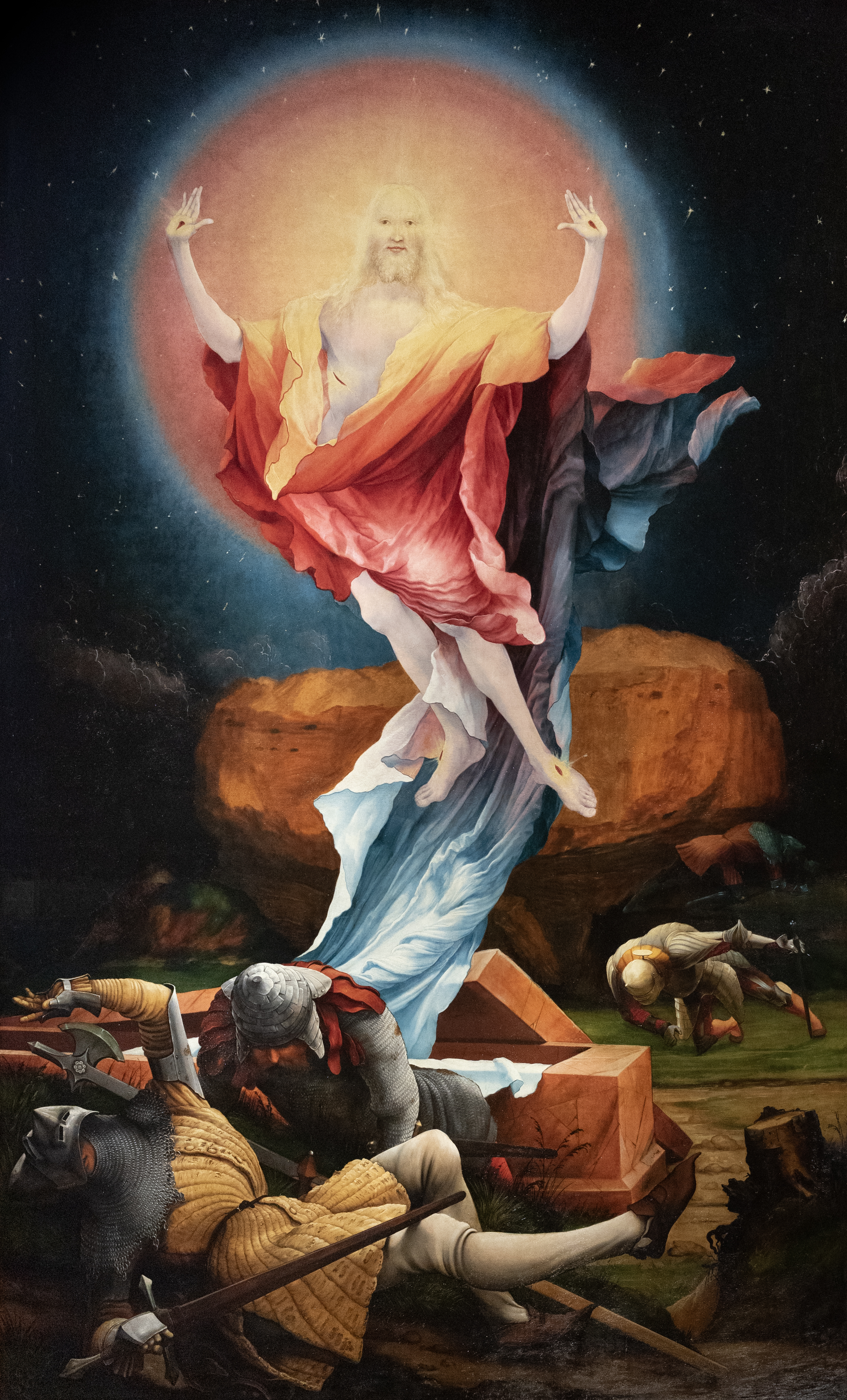
Feltámadás[6] (1515)